# Hoskinszwergkauz
Der Hoskinszwergkauz (Glaucidium hoskinsii) auch Hoskins-Sperlingskauz ist eine kleine Eulenart aus der Gattung der Sperlingskäuze. Er kommt ausschließlich in Nordamerika vor.

## Erscheinungsbild
Der Hoskinszwergkauz erreicht eine Körpergröße von etwa 16 Zentimetern. Der Kopf ist rundlich. Federohren fehlen. Er weist große Ähnlichkeit mit dem Kalifornienzwergkauz auf, ist aber etwas kleiner und hat einen kürzeren Schwanz. Die Körperunterseite weist etwas feinere Längsstreifen auf. Die Körperoberseite ist hell-rötlichbraun bis hell graubraun. Das Occipitalgesicht, das bei allen Glaucidium-Arten ausgebildet ist, ist beim Hoskinszwergkauz besonders auffällig. 
Es bestehen keine Verwechslungsmöglichkeiten im Verbreitungsgebiet, da der Hoskinszwergkauz der einzige Sperlingskauz in dieser Region ist. Der Elfenkauz ist kleiner, hat einen kürzeren Schwanz, eine Körperunterseite ohne Längsstreifen und ihm fehlt außerdem das Occipitalgesicht. 

## Verbreitungsgebiet und Lebensraum
Das Verbreitungsgebiet des Hoskinszwergkauzes ist der Süden von Niederkalifornien. Er ist ein Standvogel, der aber in kalten Wintern gelegentlich in niedrigere Höhenlagen zieht. Sein Verbreitungsgebiet sind Kiefern- und Eichen-Kiefern-Wälder in Höhenlagen zwischen 1.500 und 2.100 Meter über NN.

## Lebensweise
Der Hoskinszwergkauz ist eine teils tagaktive Eulenart. Sein Nahrungsspektrum besteht aus Insekten, kleinen Säugetieren, Reptilien und Kleinvögeln. Über die Fortpflanzungsbiologie ist nichts bekannt.

## Etymologie und Forschungsgeschichte
Die Erstbeschreibung des Hoskinszwergkauzes erfolgte 1888 durch William Brewster unter dem wissenschaftlichen Namen Glaucidium gnoma hoskinsii. Das Typusexemplar wurde von Marston Abbott Frazar (1859–1925) am 10. Mai 1987 in der Sierra de la Laguna in Niederkalifornien gesammelt. Bereits 1832 führte Friedrich Boie die für die Wissenschaft neue Gattung Glaucidium ein. Dieser Name leitet sich von γλαυξ (glaux) für Eule ab. Der eigentliche Name ist die Diminutivform und bedeutet deshalb kleine Eule. Der Artname hoskinsii ist Francis Hoskins (1841–1891) auf Bitte Frazar gewidmet.

## Belege

### Einzelbelege
1. ↑   König et al., S. 396
2. ↑   König et al., S. 397
3. 1 2  William Brewster (1989), S. 136.
4. ↑  Friedrich Boie (1832), S. 970.
5. ↑  Glaucidium The Key to Scientific Names Edited by James A. Jobling